# Harlan W. Newell
Harlan Willard Newell (* 30. November 1916 in Shaker Heights; † 4. August 2012 in Cleveland) war ein US-amerikanischer Offizier. 1945 war er Major der US-Feldartillerie und Stadtkommandant der alliierten Besatzungsstreitkräfte in Aschersleben. Er wurde 1995 Ehrenbürger dieser Stadt.

## Vita vor 1945
Newell besuchte eine Marineschule in Culver (Indiana), die Kent School in Connecticut, das Harvard College in Boston und die Case Western Reserve University in Cleveland. Vor Kriegsbeginn arbeitete er als Geologe im Erdölsektor.

## Einsatz in Deutschland bis Mai 1945
Newell diente zunächst bei der Feldartillerie an 240mm-Haubitzen der US Army. Er wurde darüber hinaus im März 1945 in Frankfurt am Main für Aufgaben der Militärregierung ausgebildet. Als Captain stand Newell dann, wohl beim 113. Feldartillerie-Bataillon der 30. US-Infanterie-Division, im Kriegseinsatz. Mit seiner Gruppe von vier weiteren Offizieren, darunter wohl Leutnant William T. Morris, und zehn Soldaten wurde er am 12. April zu den vorstoßenden amerikanischen Truppen kommandiert, welche die Stadt Aschersleben einnehmen sollten.

## Eroberung der Stadt Aschersleben (laut Zeitzeugen)
Am 17. April begann das 39. US-Infanterieregiment mit Unterstützung des 759. Panzerbataillons, von Quenstedt aus über Mehringen ausweichend, den Angriff aus östlicher Richtung. Nach Zeitzeugenaussagen rückte US-Infanterie, welche vor allem aus afroamerikanischen Soldaten bestand, entlang der Mehringer Chaussee auf Aschersleben vor. Die vordersten Jeeps hatten grellrote Motorhauben, wohl um den Jagdbombern die amerikanischen Spitzen anzuzeigen. Bis etwa 14 Uhr des 17. April 1945 waren US-Truppen bis zur Linie Steinbrücke/Heinrichstraße vorgedrungen. Zu diesem Zeitpunkt näherte sich ein Bomberpulk der Stadt Aschersleben. Durch Leuchtkugeln und Funksprüche wurde auf die teilweise Besetzung der Stadt hingewiesen, und die Bomber drehten ab. Bis zur Abenddämmerung war die Stadt bis zur Promenade am „Hohen Tor“ besetzt. Ein weiteres Vordringen war durch Abwehrstellungen in der „Margarethen-Vorstadt“ und am „Zollberg“ vorerst unmöglich, und nächtliche Angriffe der Amerikaner wurden dort abgewehrt.

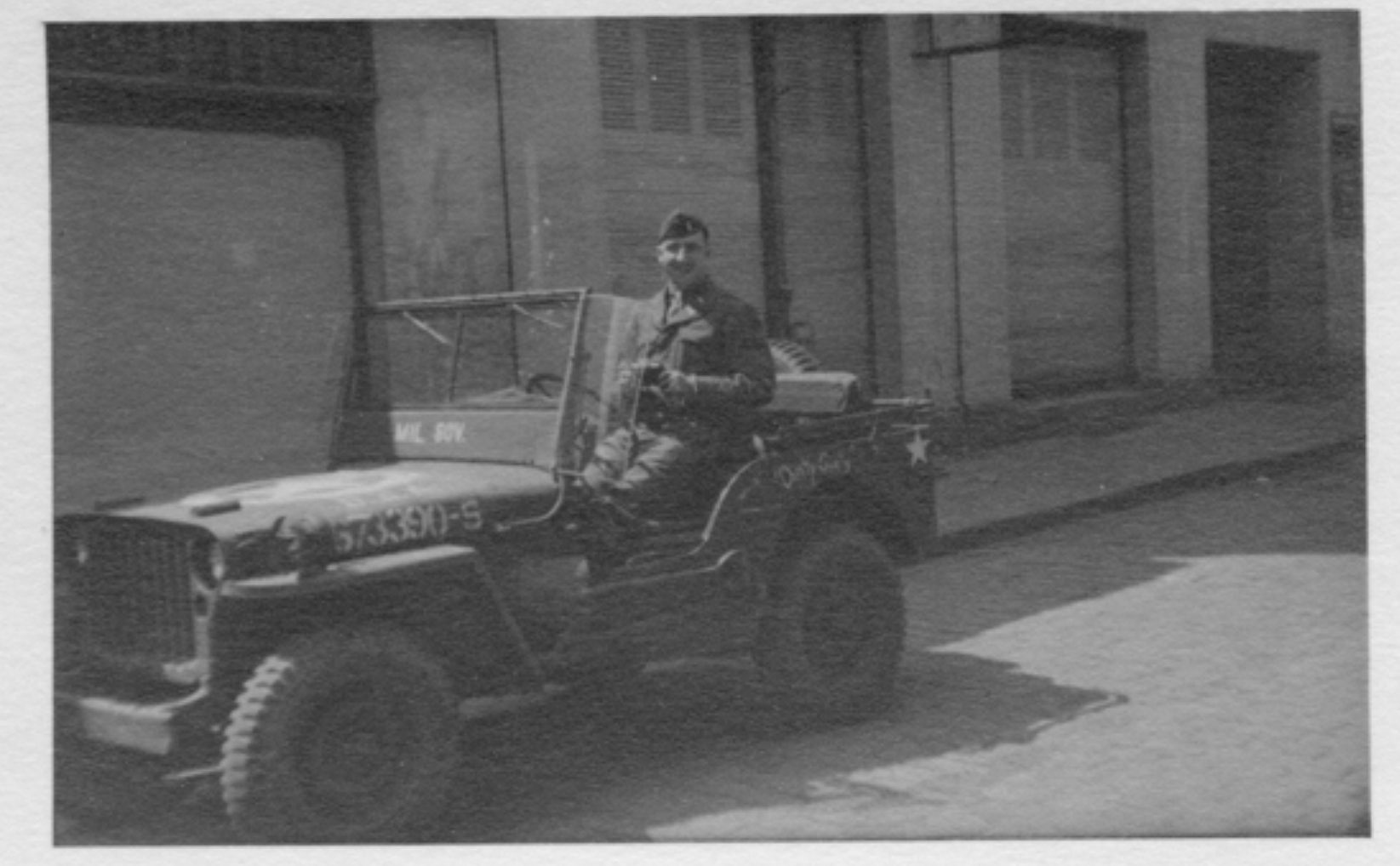
Lt. William T. Morris, Mai 1945, Aschersleben

Am Vormittag des 18. April griffen weitere US-Infanterie- und Panzereinheiten Aschersleben zangenförmig an. Mit Hilfe von Teilen der Bevölkerung wurde eine Panzersperre am Wassertor/Ecke Wolfsberg eingenommen und die Stadt war fast vollständig besetzt. Nur auf der Alten Burg leisteten einige Soldaten, wohl der Division Potsdam und Angehörige des Volkssturms, weiter zwecklos Widerstand. Gegen 9 Uhr am 18. April nahm Newells Gruppe zur Übernahme der Verwaltung das Rathaus in Besitz. Neben dem Grundstück Zollberg 27 befand sich eine amerikanische Feld-Funkstation. Als sich wieder amerikanische Bomber der Stadt näherten, soll eine dortige Hausbewohnerin, die Englisch sprach, einen Funkspruch übersetzt haben. Da die Stadt schon besetzt war, flogen die Bomber weiter. Newell soll bei der Verhinderung der Zerstörung der Stadt an diesem oder einem früheren Zeitpunkt (vermutlich durch Artilleriebeschuss oder besagte Bombardierung) beteiligt gewesen sein.

## Vorfälle während Newells Kommandantur
Zur Schaffung einer funktionsfähigen Verwaltung suchte Newell, der nun Stadtkommandant war, gleichentags einen neuen Bürgermeister und fand hierfür nach Hinweisen aus der Bevölkerung einen ehemaligen hohen Offizier (angeblich: General), den er von seinem Fahrer abholen ließ und an der Spitze der bisherigen Stadtverwaltung einsetzte. Diese berief jedoch gegen Newells Befehl am 29. April eine Versammlung alter Parteikader und Führer örtlicher NS-Organisationen mit dem Ziel ein, die schwache US-Besatzungstruppe wieder aus Aschersleben zu vertreiben. Es fielen vereinzelt Schüsse (vermutlich von deutschen Fallschirmjägern oder Volkssturm). Mit Hilfe nachgerückter Panzerverbände konnte Newell diesen Coup vereiteln; die Verantwortlichen wurden im städtischen Gefängnis in Haft genommen. Am 3. Mai 1945 wurde besagter deutscher Offizier gemäß einem gültigen Haftbefehl wegen früherer Kriegsverbrechen an französische Geheimdienstoffiziere übergeben. Der Offizier wurde jedoch nicht zur Verhandlung nach Paris überführt, sondern wenige Kilometer außerhalb der Stadt erschossen aufgefunden. Newell soll eine möglichst unauffällige Beerdigung des Toten angeordnet haben.

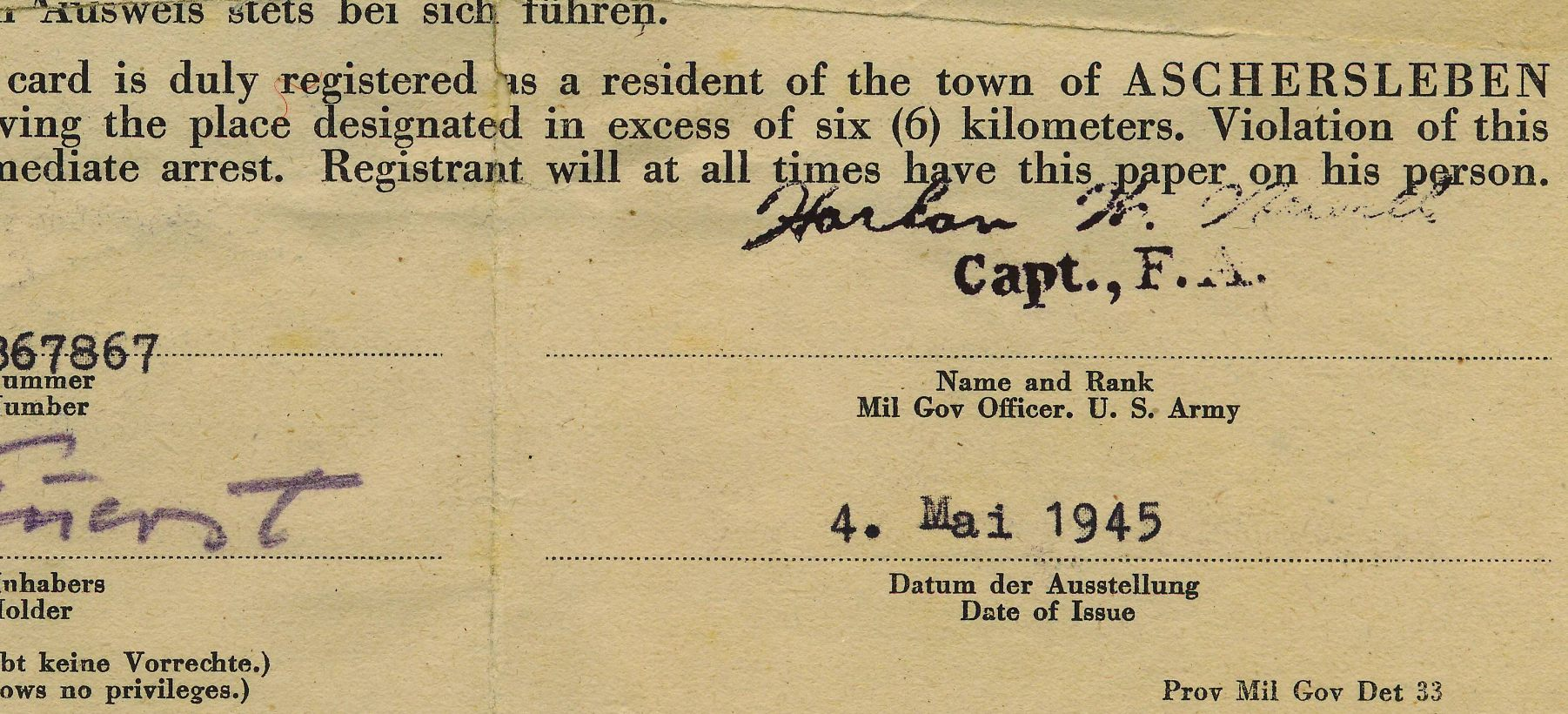
Auszug, Registrierschein für Lieselotte Fuerst, unterzeichnet von Harlan W. Newell am 4. Mai 1945

Als Stadtkommandant unterzeichnete Newell unter anderem Einwohner-Registrierungen und Passierscheine für die Bevölkerung, auf denen neben seiner Unterschrift der Dienststempel "Captain F. A. (Field Artillery)" erscheint. Zudem existieren einige Fotos des 113. US-Feldartillerie-Bataillons aus Aschersleben vom April 1945, was dafür spricht, dass dies Newells damalige Einheit war.

## Nach Kriegsende
Newell blieb der Kopf der US-Militärregierung von Aschersleben bis zur Ablösung durch britische Einheiten nach etwa einem Monat. (Erst am 2. Juli rückte schließlich die Rote Armee in die Stadt ein). Danach wurde er mit seinem Team als leitender Offizier der Militärregierung nach Naila in Oberfranken versetzt, wo er am 28. Juni 1945 im Gebäude des Amtsgerichts seine Tätigkeit aufnahm. Aus dieser Zeit ist ein mit Newells Name gedruckter Genehmigungsschein für die zivile Nutzung eines Fahrrads erhalten geblieben, der noch im März 1946 amtlich verwendet wurde.
Im Herbst 1945 übernahm Capt. William T. Morris, der schon auf Fotos der 30. US-Infanterie-Division von April/Mai 1945 in Aschersleben porträtiert worden war, die Leitung der Militärregierung in Naila.

## Zivilleben ab 1946
Nach der Entlassung aus dem Militärdienst im Jahr 1946 im Rang eines Majors und der Heirat mit seiner Verlobten Gisela Salzmann, die er 1945 als Dolmetscherin aus Aschersleben nach Oberfranken mitgenommen hatte, in München, kehrte Newell nach Cleveland zurück, wo er eine Familie gründete und fortan als leitender Angestellter in der Automobilindustrie arbeitete. Seit 1995 war Harlan W. Newell Ehrenbürger von Aschersleben. Am 4. August 2012 starb er im Schlaf und hinterließ neben der Witwe drei Kinder, acht Enkel und zwei Urenkelinnen.